# Axiómetro

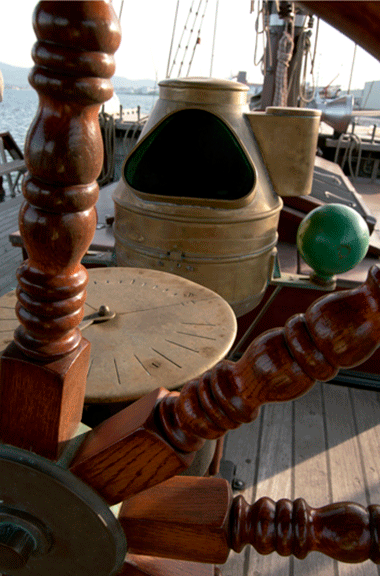
Axiómetro

En náutica, el axiómetro es el instrumento indicador colocado en la cara de proa en la columna proel en la rueda del timón al que este pone en movimiento a la vez que a la caña.
Estos movimientos están combinados de modo que el axiómetro indica exactamente la posición de la caña aun cuando esta se halla oculta. 